# Генрих Казимир II (граф Нассау-Дица)
Генрих Казимир II Нассау-Дицский (нидерл. Hendrik Casimir II van Nassau-Dietz; 18 января 1657, Гаага — 25 марта 1696, Леуварден) — князь Нассау-Дица (1664—1696), штатгальтер Фрисландии, Гронингена и Дренте (1664—1696).

## Биография
Генрих Казимир — единственный сын графа Вильгельма Фредерика Нассау-Дицского, штатгальтера Фрисландии, Гронингена и Дренте, и графини Альбертины Агнессы Нассау-Оранской (1634—1696), дочери Фредерика-Генриха Оранского, штатгальтера Голландии, Зеландии, Утрехта, Гельдерна и Оверэйссела.
31 октября 1664 года после смерти отца семилетний Генрих Казимир Нассау-Дицский унаследовал титул принца Нассау-Дица, а также должность штатгальтера провинций Фрисландия, Гронинген и Дренте. Регентом до его совершеннолетия была объявлена мать Альбертина Агнесса Нассау-Оранская.
В 1675 году провинция Фрисландия проголосовала за то, чтобы сделать должность штатгальтера наследственной в доме Нассау-Диц.
Генрих Казимир Нассау-Дицский был офицером голландской армии, служил под командованием своего двоюродного брата, принца Вильгельма III Оранского. Находился в неприязненных отношениях с последним. Во время Голландской войны (1672—1688) Генрих Казимир Нассау-Дицский даже начал сепаратные переговоры с королем Людовиком XIV. В 1689 году он был назначен бригадиром, участвовал в битвах при Файнсе и Стенкерке (1692) во время войны Аугсбургской лиги.

## Семья
26 ноября 1683 года Генрих Казимир Нассау-Дицский женился на двоюродной сестре Генриетте Амалии Ангальт-Дессауской (1666—1726), четвёртой дочери Иоганна Георга II, принца Ангальт-Дессау (1627—1693) и Генриетты Катарины Нассау-Оранской (1637—1708). У супругов было девять детей:
- Вильгельм Георг Фризо (26 июня 1685 — 15 июня 1686), наследный принц Нассау-Дица
- Иоганн Вильгельм Фризо (4 августа 1687 — 14 июля 1711), князь Нассау-Дица (1696—1711), штатгальтер Фрисландии и Гронингена (1696—1711), принц Оранский (1702—1711), принц Оранж-Нассау и барон Бреды (1702—1711), женат с 1709 года на Марии Луизе Гессен-Кассельской (1688—1765)
- Генриетта Альбертина (24 июля 1686 — 22 июня 1754)
- Мария Амалия (8 февраля 1689 — 27 января 1711)
- София Гедвига (8 марта 1690 — 1 марта 1734), супруга с 1709 года Карла Леопольда, герцога Мекленбург-Шверинского (1678—1747)
- Изабелла Шарлотта (22 января 1692 — 18 сентября 1757), супруга с 1725 года принца Кристиана Нассау-Дилленбургского (1688—1739)
- Иоганна Агнесса (25 декабря 1693 — 10 марта 1765)
- Луиза Леопольдина (12 января 1695 — 20 января 1758)
- Генриетта Казимира (19 июля 1696 — 18 декабря 1738)